# Barajul Akosombo
Barajul Akosombo este un baraj hidroelectric din sud-estul Ghanei, construit pe Fluviul Volta, în defileul Akosombo. Construcția barajului a inundat o parte din bazinul fluviului Volta și a creat lacul Volta. Lacul Volta este cel mai mare lac construit de om, care acoperă aproximativ 8500 km². Lacul reprezintă 3,6% din suprafața terestră a Ghanei (Fobil 2003).  

## Date generale
Scopul principal al construirii barajului Akosombo a fost acela de a furniza energie electrică pentru industria de aluminiu (Zakhary 1997). Complexul hidroenergetic de la Akosombo a fost numit "cea mai mare investiție unică în planurile de dezvoltare economică a Ghanei" (GHP 2007). Puterea electrică originală a fost de 912 MW; din 2006, după modernizare, puterea a ajuns la 1020 MW.
Inundațiile care au creat lacul de acumulare Volta au dus la strămutarea multor oameni și au avut un impact semnificativ asupra mediului (Gyau-Boakye 2001). 

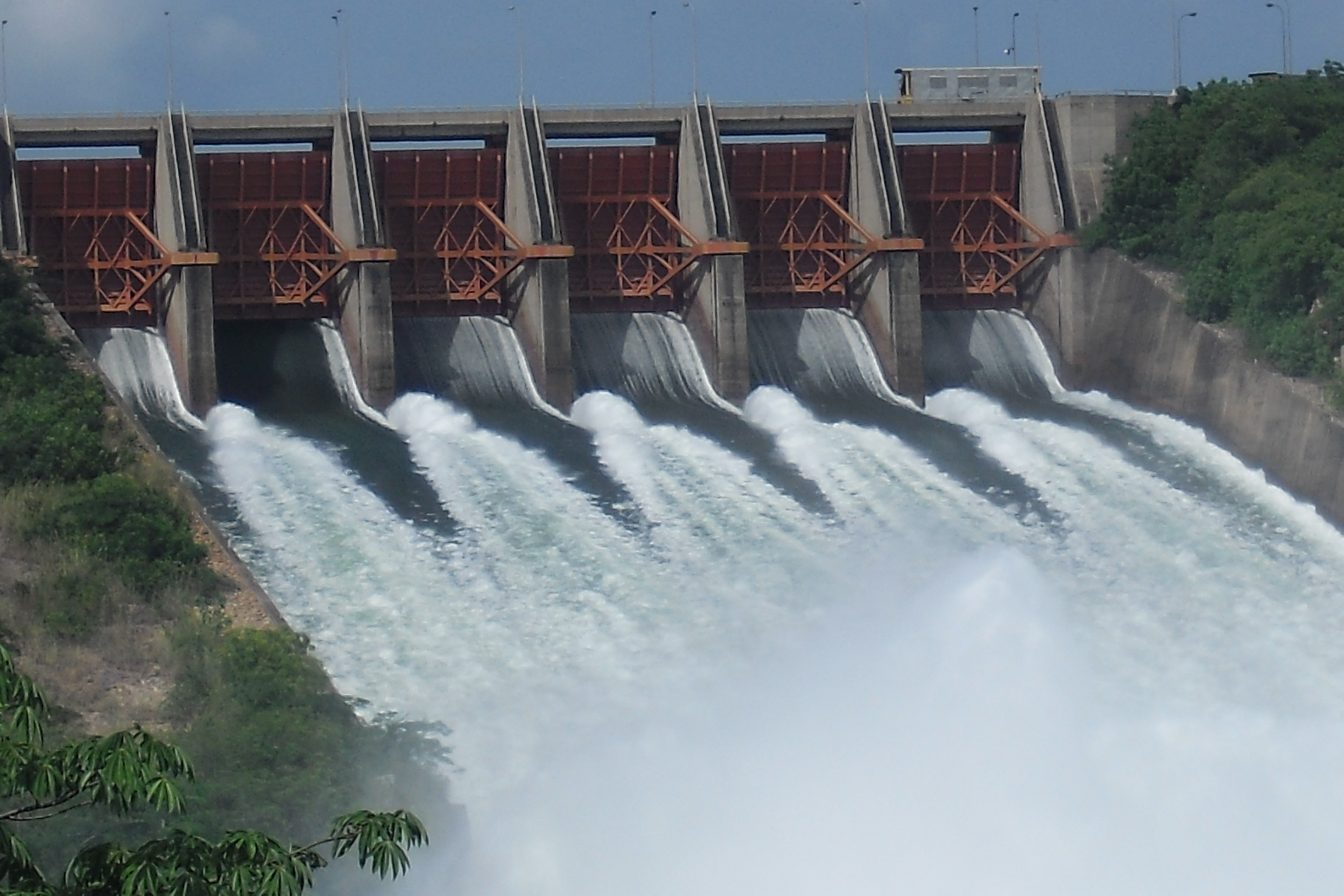
Barajul Akosombo

La începutul anului 2007, au existat preocupări cu privire la furnizarea energiei electrice de la baraj din cauza nivelului scăzut de apă în rezervorul lacului Volta. Unele surse au declarat că acest lucru s-a datorat unor probleme cu seceta, care sunt o consecință a încălzirii globale. În a doua jumătate a anului 2007 o mare parte din această preocupare a dispărut atunci când o ploaie torențială a căzut în bazinul hidrografic al fluviului Volta.
În 2010, a fost înregistrat cel mai înalt nivel de apă care a fost atins vreodată la baraj. Acest lucru a necesitat deschiderea porților de inundații, și pentru mai multe săptămâni, apa a fost vărsată din lac, provocând unele inundații în aval.

## Istoria
Barajul a fost conceput în 1915 de geologul Albert Ernest Kitson, dar nu au fost elaborate planuri până în anii 1940. Barajul oferă energie electrică pentru Ghana și pentru țările vecine din Africa de Vest, inclusiv Togo și Benin. Barajul are 660 m lățime și 114 înălțime. Construcția sa a costat 130 milioane lire sterline. A fost construit între 1961 și 1965. Dezvoltarea sa a fost întreprinsă de guvernul ghanez și a fost finanțat în proporție de 25% de către Banca Internațională pentru Reconstrucție și Dezvoltare a Băncii Mondiale, Statele Unite ale Americii, și Regatul Unit.
Deși 20% din producția electrică de la Barajul Akosombo (care deservește 70% din cererea națională) este prevazută pentru Ghana, în general, restul de 80% din energie este generată pentru compania americană de aluminiu Volta Aluminium Company. Guvernul ghanez a fost obligat, prin contract, să achite peste 50% din costul de construcție al Barajului Akosombo, dar țara are dreptul la doar 20% din puterea generată. Unii comentatori sunt îngrijorați de faptul că acesta este un exemplu de neo-colonialism.